# Kermur de Legal
De Kermur Sire de Legal (nascut cap a 1702 a la Bretanya - mort cap a 1792), fou un jugador d'escacs francès del segle xviii. Fou el primer jugador d'escacs professional el nom del qual (escrit Kermur, Kermeur o Kermuy i Legal, Legall o Legalle) ha quedat per la posteritat.

## Biografia
Durant diversos decennis i fins a una edat avançada, Legall va jugar partides amb apostes al Café de la Régence, que era el principal centre escaquístic internacional en aquell temps. A l'obra Le Neveu de Rameau, Diderot el menciona com un vell habitual del cafè. La diferència de nivell entre el jugador professional i el seu adversari era en aquell temps compensada per un hàndicap o avantatge donat, com ara (peó i sortida, peça menor, torre, etc.)
A partir de 1741, Legall va ser el professor de François-André Danican Philidor, qui poc després esdevindria el millor mestre d'escacs del segle xviii. Fins que finalment fou vençut pel seu alumne, Legall fou considerat com el jugador d'escacs més fort de França.
En la història dels escacs, el seu nom és associat al mat de Legal, jugat en una partida contra Sant-Brie a París el 1750. Desgraciadament no queden rastres de cap altra partida jugada per ell.

## El testimoni de Diderot
| « | Si el temps és massa fred, o massa plujós, em refugio al café de la Régence; allà em diverteixo veient jugar als escacs. París és l'indret del món, i el café de la Régence és l'indret de París, on es juga millor a aquest joc. És a can Rey que s'hi estan Legal el profund, Philidor el subtil, el sòlid Mayot, on es veuen les jugades més sorprenents, i on se senten les pitjors paraules; ja que si es pot ser home d'esperit i gran jugador d'escacs, com Legal; es pot ser també un gran jugador d'escacs i un ximple, com Foubert i Mayot. | » |

[...]

| « | Ah, ah, heus aquí, senyor el filòsof, i que hi feu aquí entre aquest munt de ganduls? Perdeu també el vostre temps empenyent trossets de fusta? És així com s'anomena amb menyspreu jugar als escacs o a les dames. | » |

| « | Jo. -- No, però quan no tinc res de millor a fer, em diverteixo a mirar un instant els qui l'empenyen bé, la fusta. | » |

| « | Ell. -- En aquest cas, us divertiu rarament; llevat de Legal i Philidor, la resta no hi entén gens. | » |